# اولیور باومان
اولیور باومان (انگلیسی: Oliver Baumann؛ زادهٔ ۲ ژوئن ۱۹۹۰) بازیکن فوتبال اهل آلمان است که‌ برای باشگاه فوتبال هوفنهایم در بوندس‌لیگا بازی می‌کند. 
از باشگاه‌هایی که در آن بازی کرده‌است می‌توان به باشگاه فوتبال فرایبورگ و باشگاه فوتبال هوفنهایم اشاره کرد.
او به دلیل مصدومیت ترشتگن (دروازه بان اصلی آلمان که بعد از خداحافظی نویر به پست دروازه بان اصلی آلمان انتخاب شد) به تیم ملی آلمان دعوت شد.